# Carl Henrik Svenstedt
Carl Henrik Svenstedt, född 29 mars 1937 i Motala församling, Östergötlands län, är en svensk författare, journalist, filmregissör, konstnär och professor i konstvetenskap.

## Biografi
Carl Henrik Svenstedt, som är son till prosten Carl Erik Svenstedt och Birgit Westman, växte upp i Västra Harg, där fadern var kyrkoherde. Han studerade vid Uppsala och Stockholms universitet och tog filosofisk ämbetsexamen i konsthistoria 1961. År 1965 debuterade han som författare med romanen Kriget och därefter har han skrivit ett stort antal böcker och skrifter inom kulturområdet, romaner, poesi och essäer. År 1968 inledde han en parallell yrkesväg som filmare med kortfilmen Invasionen, och han har genom åren skrivit och regisserat ett antal kortfilmer, dokumentärer och konstfilmer, vilka också ibland ingått i konstinstallationer och utställningar i Sverige och utomlands. Som journalist och kritiker har han länge varit en profil i Svenska Dagbladet, Dagens Nyheter och Aftonbladet, ibland under signaturen Henri. Han har också översatt till svenska från italienska, franska och engelska.
År 1986 var han värd för radioprogrammet Sommar i P1. År 1987 delade han Palmærpriset med Stefania Lopez Svenstedt, med vilken han gjort filmer 1970–1987. Åren 1988–1994 var han chef för Svenska kulturhuset i Paris, för vilket han 2001 tilldelades franska statens utmärkelse Ordre des Arts et des Lettres. Åren 1995–1998 var han kulturrådgivare vid Nordiska Ministerrådet i Köpenhamn för Kulturprojekt utomlands. Åren 1998–2004 var han professor och projektledare vid avdelningen för Konst och kommunikation, K3 på Malmö Högskola. År 2007 efterträdde han professor Ingvar Holm som ansvarig för utnämningen av pristagare för tidningen Kvällspostens Thaliapris. Carl Henrik Svenstedt har också varit fackligt aktiv inom film och litteratur sedan 1968.

## Filmografi
- 1968 – Invasionen (SFI), 35mm, 15min
- 1969 – Soundtrack (SFI), 16mm, 25 min
- 1969 – Exit (Norsk Film/ Pål Løkkeberg) manuscript, 35mm
- 1970 – Potere Operaio (SVT), 16mm, 30 min
- 1971 – Det var en gång ett slott (SVT), 16mm, 15 min
- 1972 – Puzzle (SVT), video 50 s
- 1971/72 – Fängelsesviten
  - Frihet i fängelse, 16mm, 40 min
  - Bovar & banditer (SVT-1), 16mm, 40 min
  - Dömd för knark (FilmCentrum), 16mm 45min
  - Den förlorade sonen, (Polfilm), 16mm, 20 min
  - Brott & straff (Krim), 16mm, 45 min
- 1973 – En lantlig historia (SVT) 16mm, 50 min
- 1974 – Allmänna ordningen (SVT, Folkets Bio, 16mm, 60min
- 1975 – Språkdräkten (En värld utan män) (SVT) 16mm, 40m
- 1976 – Italiens affärer (SVT) 16mm, 60min
- 1978 – Bordlades framtiden (SVT-1,1978),16mm, 60  min
- 1979 – Kvällen före dagen efter (antologi (Sverige-80/SFI) 16mm 25 min
- 1979 – Europa express – Episod 3, (SVT), 16mm, 60 min
- 1981 – Departementet (SVT/SFI) 16mm, 90 min
- 1980 – En film mot kärnkraft (antologi), 16mm
- 1980 – Fabrikör johanson kommer tillbaka (SFI, 1980)
- 1985 – De lyckliga ingenjörerna (SVT/SFI), 16 mm, 106 min
- 1987 – Porträtt av en man av heder (SVT), 16mm,90min
- 1995 – Nattbok (SFI) Super-16mm, 25 min
- 1995 – Nike, The Victory of Samothrake (SVT) 16mm, 15 min
- 1998 – Landskap efter Verlaine (Stockholm Kulturhuvudstad), videoinstallation
- 2003 – Sniper (Secher & Svenstedt/K3)
- 2005 – Barnen på slätten, DVD 28 min
- 2006 – Reading Cavafy: Fourteen Poems, med Nicholas Wakeham & Piri Can Koman, DVD 29 min
- 2006 – Poetic Cinema, DVD-Box: 1968-2006: Invasionen, I’ve Got A  Hippie On My Front Lawn, Soundtrack, Kvällen före dagen efter, Nike (The          Victory of Samothrace), Nattbok, Landskap, efter Verlaine, Sniper, Barnen på slätten, Reading Cavafy: Fourteen Poems.
- 2007 – Winter Gale, Dance of Death DVD, 3 min
- 2008 – Harg! – A Soundscape (SVT) HDDV 28 min, med Sven Wollter
- 2010 – Änglastämman (SVT m fl) – ingår i installationsturnén Änglaskåpet med Erland Josephson
- 2012 – Tidens gång (SouthernSweden) HDDV 15 min m Jacques Werup
- 2015 – Erwartung – Förväntan (SouthernSweden) Episodfilm (Musikhögskolan/Southernsweden)
- 2018 – Shamana! Ur shamanernas liv (Southern Sweden) 14 min

(Filmerna 1970-87 tillsammans med Stefania Lopez Svenstedt, Svart & Rött Produktion.)

### Monografier
- 1965 – Kriget: anteckningar och bilder. Stockholm: Bonnier. 1965. Libris 12447
- 1966 – Invasionen: inställningar: kärleken och döden. Stockholm: Bonnier. 1966. Libris 8198181
- 1967 – Sverje – ett förhållande.. Stockholm: Bonnier. 1967. Libris 8076992
- 1970 – Arbetarna lämnar fabriken: filmindustrin blir folkrörelse. En PAN-bok, 99-0104304-2. Stockholm: PAN/Norstedt. 1970. Libris 78471
- 1971 – Fängelse en (1) månad. Tribunserien, 99-0152130-0. Stockholm: Aldus/Bonnier. 1971. Libris 8081264
- 1977 – Barnens fyra filmer .... Stockholm: Författares bokmaskin. 1977. ISBN 91-7328-121-2
- 1981 – Smen: bilder ur gårdssmeden Werner Gustafssons arbetsamma, nyktra och eldfängda liv (1. uppl.). Stockholm: Ordfront. 1981. ISBN 91-7324-143-1 (inb)
- 1981 – Off record. Stockholm: Wahlström & Widstrand. 1981. ISBN 91-46-13893-5 (inb.)
- 1981 – Barnet äter frukost: om världens andra film. Stockholm: Arbetarkultur i samarbete med Filmcentrum. 1981. ISBN 91-7014-129-0
- 1984 – Holt, Anders; Svenstedt Carl Henrik (1984). Film från tredje världen: SIDAs produktionsstöd för film 1979-83 : en utvärdering. Stockholm: SIDA. Libris 483212
- 1984 – I provinsens ljus: prosa (1. uppl.). Stockholm: Ordfront. 1984. ISBN 91-7324-211-X
- 1984 – Bandet från berget: [ett spel för historiska röster]. [Åtvidaberg]: [Förf.]. 1984. ISBN 91-7324-230-6
- 1986 – Ònoma: dikter 1971-86. Stockholm: Bonnier. 1986. ISBN 91-0-046976-9 (inb.)
- 1989 – Inre tjänst: dikter. Stockholm: Bonnier. 1989. ISBN 91-0-047661-7
- 1991 – Berättelser för Tina. Stockholm: Bonnier. 1991. ISBN 91-0-055176-7 (inb.)
- 1993 – Jarl, Stefan; Svenstedt Carl Henrik (1993). Kinnekulle – Paris: en brevväxling. Filmkonst, 1100-7362 ; 21 Filmbiblioteket, 99-1233958-4 ; 6. Göteborg: Filmkonst. ISBN 91-88282-20-1
- 1994 – I Frankrikes hjärta och andra korrespondenser. Stockholm: Bonnier. 1994. ISBN 91-0-055767-6 (inb.)
- 1995 – Autochromes: ett montage kring 36 originalfotografier efter en gammal teknik : un montage autour de 36 pièces uniques d'après une technique ancienne : [Malmö konsthall, Malmö, Galleri Ann Westin, Stockholm, Galerie Antoine Bechet, Paris]. Malmö: Malmö konsthall. 1995. Libris 2354396
- 1996 – Jurell, Torsten; Boström Donald, Ekström Peter, Svenstedt Carl Henrik (1996). Mina damer och herrar-: skulpturer och reliefer. Stockholm: Ordfront. ISBN 91-7324-511-9 (inb.)
- 1998 – Historier från mitt hörnbord. Veckans bok, 99-2660227-4 ; 98:15. Sollentuna: Högman i samarbete med ABF. 1998. ISBN 91-89222-15-6
- 2000 – Passé simple: dagarna med far min. Veckans bok, 99-2660227-4 ; 00:4. Visby: Veckans bok. 2000. ISBN 91-7279-003-2
- 2005 – Befintligt ljus: valda dikter 1975-2005. Stockholm: Fredlær. 2005. ISBN 91-975112-2-6
- 2005 – Befintligt ljus: valda dikter 1975-2005. Stockholm: Fredlær. 2005. ISBN 91-975112-2-6
- 2007 – Sprängskiss: rhizome : till minnet av Gilles Deleuze. Stockholm: Rönnells antikvariat. 2007. ISBN 978-91-975485-1-9
- 2007 – Malmö nästa: tolv samtal med folk som gör nåt. Malmö: southernsweden.se. 2007. ISBN 978-91-977041-0-6
- 2008 – Kriget: anteckningar och bilder (3. uppl.). Stockholm: Secher & Svenstedt. 2008. ISBN 978-91-977041-3-7
- 2014 – Den lilla historien, hur det började. Efterbilder, Atlantis 2014, ISBN 9789173537148
- 2015 – I min värld, Atlantis
- 2018 – Gammal man skriver ett brev. Om konsten att åldras, Atremi
- 2018 – 25 östgötahistorier (Vimla)
- 2019 – Mitt Kungsholmen, en dag i staden (Secher & Svenstedt)

### Översättningar
- 1971 – Eisenstein, Sergej (1971). Läroplan för undervisningen i regiämnets teori och praktik. Material / Filmcentrum, 99-0842471-8 ; 1. Stockholm. Libris 1802481
- 1971 – Brakhage, Stan (1971). Liten hjälpreda för filmmakaren. Material / Filmcentrum, 99-0842471-8 ; 2. Stockholm. Libris 1580572

- 1971 – Brakhage, Stan (1971). Liten hjälpreda för filmmakaren. Material / Filmcentrum, 99-0842471-8 ; 2. Stockholm. Libris 1580572
- 1988 – Pasolini, Pier Paolo; Svenstedt Carl Henrik (1988). Jordiska rader: dikter 1952-75 (1. uppl.). Bromma: Fripress. ISBN 91-7896-081-9
- 1991 – Walcott, Derek (1991). Vinterlampor: dikter i urval. Stockholm: Wahlström & Widstrand. ISBN 91-46-16065-5 (inb.)
- 2007 – Kavafis, Konstantinos; Mellberg Ann-Margret (2007). Läsa Kavafis = [Reading Cavafy] : valda dikter. Stockholm: Ersatz. ISBN 978-91-88858-23-8 (inb.)

## Fotografi- och konstutställningar
- 1994–1995 – Autochromes, Polaroids ‘94/95 Galerie Ann Westin, Rosendals Trädgårdar, Stockholm, Malmö konsthall, Galerie Antoine Bêchet Paris
- 1998–2001 – Landskap efter Verlaine, Paysage d’après Verlaine, Stockholm ‘98, Stockholms Kulturhus, Nordic Panorama, Reykjavik, K3, Malmö
- 2003–2004 – Sniper, K3, Nordic Panorama, Galleri 21, Malmö
- 2010 – Änglaskåpet, konstinstallation på turné, inbegriper filmen Änglastämman"